# Хоакін Хосе Мельгарехо
Хоакін Хосе де Мельгарехо-і-Саурін, 1-й герцог Сан-Фернандо де Кірога (ісп. Joaquín José de Melgarejo y Saurín; 23 січня 1780 — 9 квітня 1835) — іспанський військовий і політичний діяч, державний секретар країни на початку XIX століття.

## Життєпис
Брав участь у війні проти Франції, дослужившись до звання бригадного генерала. 1815 року король Фернандо VII надав йому титул герцога Сан-Фернандо де Кірога.
Від вересня 1819 до березня 1820 року очолював іспанський уряд.